# ピアノ五重奏曲 (ショスタコーヴィチ)
ロシアの作曲家、ドミートリイ・ショスタコーヴィチ（Dmitrii Dmitrievich Shostakovich）作曲のピアノ五重奏曲（Piano Quintet）ト短調作品57は、5つの楽章からなるピアノ五重奏曲で、ショスタコーヴィチの最も有名な室内楽曲のひとつである。1941年、スターリン賞を受賞した。
弦楽四重奏曲第1番の初演を担当したベートーヴェン弦楽四重奏団が1939年に作曲を依頼し、ショスタコーヴィチは快諾。1940年夏に着手、9月14日に完成した。
初演は1940年11月23日、モスクワ・モスクワ・フィルハーモニーにおいてベートーヴェン弦楽四重奏団、ショスタコーヴィチのピアノにより行われた。
初演は大成功を収めたが、立ち会ったプロコフィエフは曲自体は評価しつつも、静寂が多く、簡素な書法について「残念ながら情熱に欠けている」「ショスタコーヴィチが60歳であればこのやり方は美徳だろうが、今の年齢では不利になる」と評している。この点については、ショスタコーヴィチは1920年代に『弦楽八重奏のための2つの小品』作品11（1925年—25年）などに代表されるモダニズムの作品を書いていたが、『ムツェンスクのマクベス夫人』（1930年–1934年）が共産党により攻撃されたことで路線変更を余儀なくされたという背景があることに留意する必要がある（プロコフィエフは1936年に帰国している）。
ショスタコーヴィチは、ベートーヴェン弦楽四重奏団と共に1941年と1947年に本作を録音しており、後者は入手可能である。

## 曲の構成
5つの楽章から構成される。第1・2楽章、第4・5楽章は続けて演奏される。
- 第1楽章 Prelude: Lento（ト短調）
- 第2楽章 Fugue: Adagio（ト短調）
- 第3楽章 Scherzo: Allegretto（ロ長調）
- 第4楽章 Intermezzo: Lento（ニ短調）
- 第5楽章 Finale: Allegretto（ト長調）

演奏時間は約35分。

## 編成
- ピアノ
- 弦楽四重奏
  - 第1ヴァイオリン
  - 第2ヴァイオリン
  - ヴィオラ
  - チェロ